# Аквете
Аквете (англ. Akwete) — город в юго-восточной части Нигерии, на территории штата Абия. Является административным центром района местного управления Уква-Ист.

## Географическое положение
Город находится в южной части штата, на левом берегу реки Имо, на расстоянии приблизительно 450 километров к югу от Абуджи, столицы страны. Абсолютная высота — 252 метра над уровнем моря.

## Климат
Климат города классифицируется как тропический муссонный (Am в классификации климатов Кёппена). Среднегодовая температура воздуха составляет + 26,5 °C. Расчётная многолетняя норма осадков — 2703 мм. В течение года количество осадков распределено неравномерно: наименьшее количество осадков выпадает в январе (31 мм), наибольшее количество — в сентябре (418 мм).

## Транспорт
Ближайший аэропорт расположен в городе Порт-Харкорт.

## Традиционные ремёсла
Аквете получил известность благодаря производимой здесь особой разновидности расшитой ткани.